# 강원래
강원래(姜元來, 1969년 12월 21일 ~ )는 대한민국의 가수이다.
경상북도 포항 출신인 그는 경기고를 졸업하고 강릉대학교(현 강릉원주대학교) 산업공예과를 중퇴하였다. 1990년 현진영과 와와에서 동갑내기 구준엽과 함께 백댄서 와와로 연예계에 등장하였으며, 박미경의 백댄서 등으로 활동하고 1996년 구준엽과 그룹 클론을 결성하여 국내·외에서 많은 인기를 누렸다.
4집 활동을 마친 후였던 2000년 11월 9일 오후 1시경 모터사이클을 타고 가던 중, 신논현역이 있는 교보타워 사거리에서 갑자기 불법 U턴하는 차에 치여 하반신이 마비되었다. 이후 생사에 큰 위기까지 맞이하였으나 극적으로 깨어나 현재는 재활에 성공하여 2005년 5집 앨범을 발표하였으며, 휠체어에 앉은 채 방송에도 출연하고 있다.
2001년 8월 그룹 콜라 출신의 가수이자 동료 안무가 김송과 혼인 신고를 했으며, 2003년 10월 12일에 결혼식을 올렸다. 둘은 아기를 갖기 위해 몇 차례 시험관 수술을 받았으며, 출산 권장 캠페인 공익광고에도 출연했다.
황우석 교수의 줄기세포 논란과 관련하여 언론의 주목을 받았다. 강원래는 황우석 교수의 장애인 대상 강연에서 줄기세포를 이용하여 척수 손상 장애인을 치료할 수 있다는 내용을 듣고, 황우석 교수의 연구에 관심을 가져 왔다고 한다. 황우석 박사는 강원래에 대해 2005년 7월 26일 KBS 《열린음악회》 녹화장에서 다시 춤을 출 수 있도록 일으켜 세우겠다는 발언을 하기도 하였다.
2007년에는 충청남도 천안시의 나사렛대학교의 겸임 교수로 '춤과 대중 문화'라는 과목으로 대학생들을 가르치기도 하였다.

## 학력
- 서울논현초등학교 (졸업)
- 언북중학교 (졸업)
- 경기고등학교 (졸업)
- 강릉대학교 산업공예학과 (중퇴)
- 디지털서울문화예술대학교 연기예술학과 (학사)
- 명지대학교 사회교육대학원 생활체육교육학과 실용무용전공 (석사)

## 방송
- 2004년 iTV 《강원래의 미스터리 헌터》[5]
- 2010년 《생방송 브라보 나눔로또》400회
- 2022년 TV조선 《AVA DREAM》 앰배서더

## 수상
- 2005 장애인 먼저 실천상 대상
- 2001 Mnet 뮤직비디오 페스티발 공로상
- 1999 서울가요대상
- 1999 골든 디스크 수상
- 1997 한국영상음반대상 본상
- 1996 KMTV 가요대전 인기가수상
- 1996 KBS가요대전 올해의 가수상
- 1996 서울가요대상 대상

## 인간 관계
- 구준엽, 홍록기, 현진영, 유영진, 김성재, 이현도, 이탁과 절친한 친구 관계를 유지하였다.
- DJ DOC의 멤버인 이하늘, 김창열과는 여자문제로 인해 앙숙관계에 있다.[6]

## 같이 보기
- 구준엽
- 클론